# Notaulax
Genre
Synonymes
- Hypsicomatides Augener, 1922[2]
- Hypsicomatopsis Augener, 1922[2]
- Protulides Webster, 1884[2]

Notaulax est un genre de vers annélides polychètes marins de la famille des Sabellidae. 

## Liste d'espèces
Selon World Register of Marine Species (6 janvier 2019) :
- Notaulax alticollis (Grube, 1868)
- Notaulax bahamensis Perkins, 1984
- Notaulax circumspiciens (Ehlers, 1887)
- Notaulax fuscotaeniata (Grube, 1874)
- Notaulax marenzelleri (Gravier, 1906)
- Notaulax mixta Perkins, 1984
- Notaulax nudicollis (Krøyer, 1856)
- Notaulax occidentalis (Baird, 1865)
- Notaulax paucoculata Perkins, 1984
- Notaulax phaeotaenia (Schmarda, 1861)
- Notaulax pigmentata (Gravier, 1906)
- Notaulax pyrrhogaster (Grube, 1878)
- Notaulax rectangulata Levinsen, 1884
- Notaulax salazari Tovar-Hernández, de León-González & Bybee, 2017
- Notaulax tilosaula (Schmarda, 1861)
- Notaulax yamasui Nishi, Gil, Tanaka & Kupriyanova, 2017

## Publication originale
- Peter Tauber, Annulata Danica. En Kritisk Revision af de i Danmark Fundne Annulata Chaetognatha, Gephyrea, Balanoglossi, Discophoreae, Oligochaeta, Gymnocopa og Polychaeta, 1879, 143 p..